# Řimovice
Řimovice (Duits: Rimowitz) is een Tsjechische gemeente in de regio Midden-Bohemen en maakt deel uit van het district Benešov. Het dorp ligt op 5 kilometer afstand van de stad Vlašim.
Řimovice telt 231 inwoners (2025).

## Geografie
De Boreckýbeek (Duits: Workabach) loopt langs de gemeentegrens.

## Geschiedenis
De eerste schriftelijke vermelding van het dorp dateert van 1380.
Sinds 1960 maakt Řimovice deel uit van het district Benešov. Het wapen en de vlag werden op 6 juni 2017 aan de gemeente verleend bij besluit van de voorzitter van de Kamer van Afgevaardigden van het Parlement van de Tsjechische Republiek.

## Verkeer en vervoer

### Autowegen
Řimovice is te bereiken via diverse regionale wegen. 

### Spoorlijnen
Er is geen station in de gemeente. Het dichtstbijzijnde station is in Zdislavice, op zo'n 2,5 kilometer afstand. Dat station ligt aan de spoorlijn van Benešov naar Vlašim.

### Buslijnen
Er zijn is één bushalte in de gemeente:
| Halte              | Lijn(en) | Traject(en)                  | Vervoerder(s) |
| ------------------ | -------- | ---------------------------- | ------------- |
| Řimovice, Řimovice | 794 844  | Vlašim - Kácov Vlašim - Snět | CŠAD Benešov  |

### Fietsroutes
De volgende fietsroute loopt door de gemeente:
- 0004: Vlašim - Zdislavice - Trhový Štěpánov - Zruč nad Sázavou

## Voorzieningen
In Řimovice zijn een café, buurtsuper, hengelsportvereniging en sportvelden voor tennis, volleybal en basketbal. Ook is er een vrijwillig brandweerkorps actief. Iedere zomer organiseert de brandweer de Water Cup, een wedstrijd waarbij men de dorpsvijver probeert over te steken.

## Bezienswaardigheden
- Kapel van de Kruisverheffing uit 1872, waar tijdens de bedevaart op de derde zondag van september een mis wordt gehouden. De kapel werd gebouwd dankzij een schenking van een lokale inwoner, Antonín Přibyl. In 1883 liet Přibyl tevens het uurwerk vervaardigen.[5]
- Kruisbeeld bij de kapel;
- Klokkentoren uit 1732, gewijd aan de heilige Johannes van Nepomuk.

## Galerij

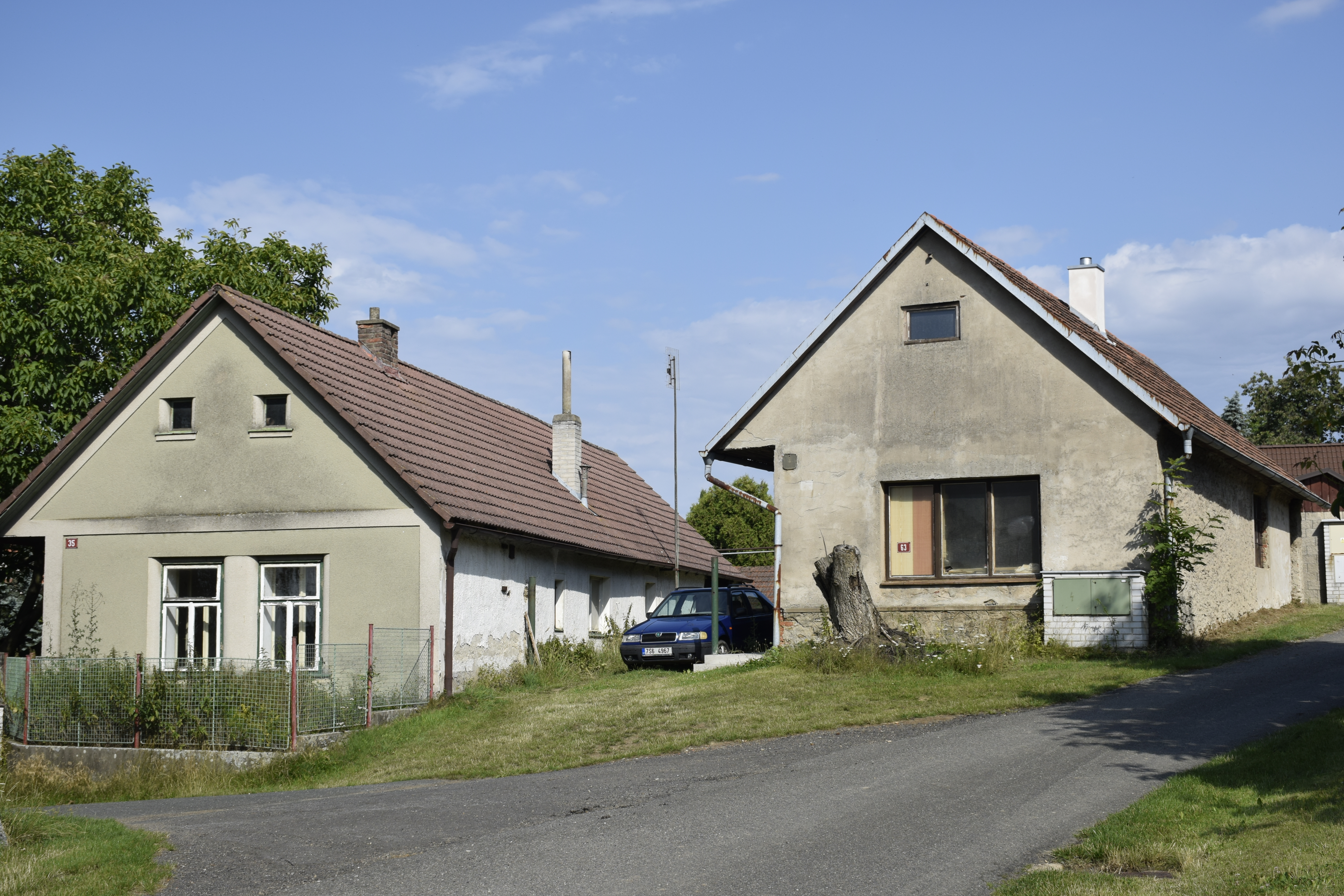
Huizen in het dorp (2019)
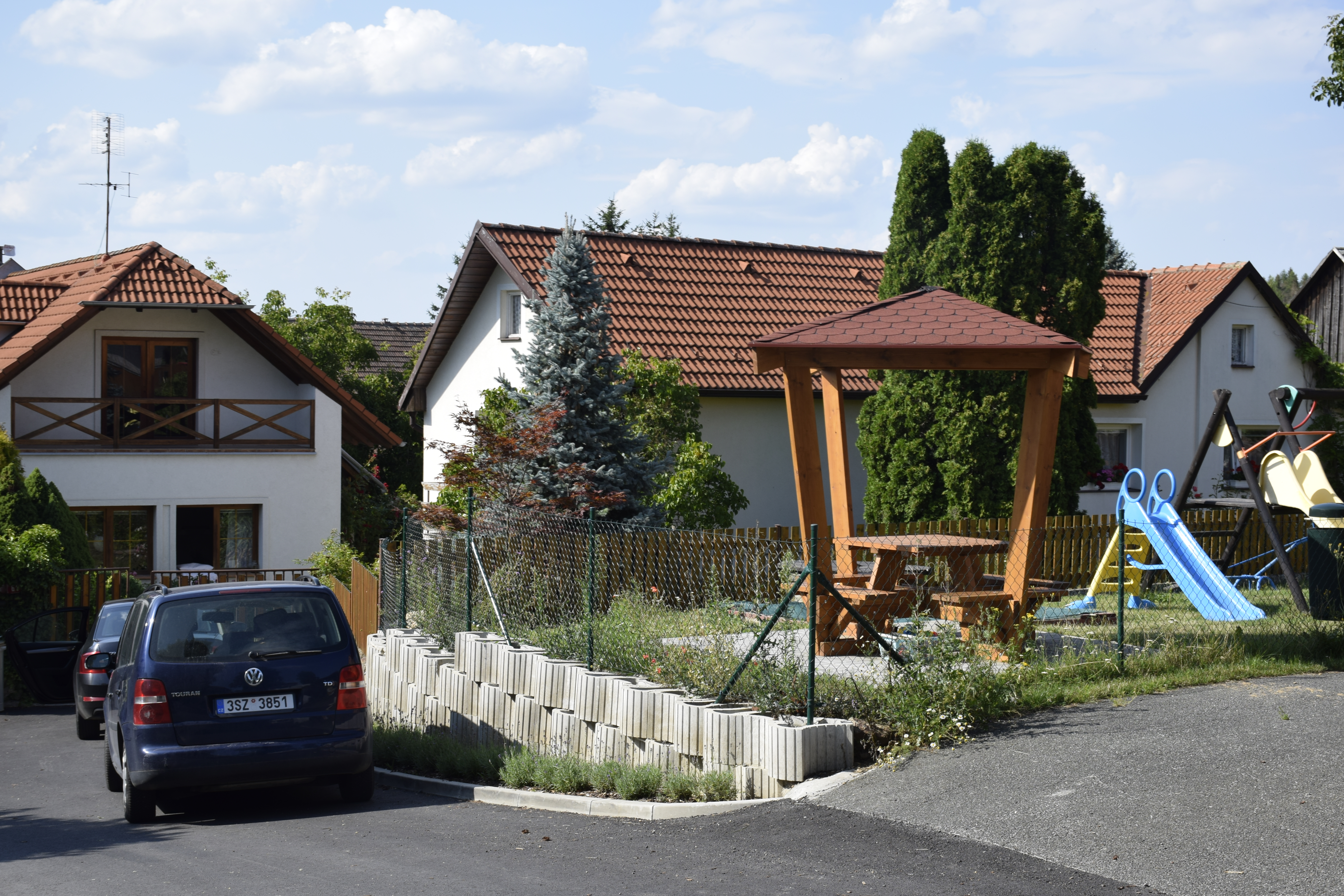
Speeltuin in het dorp (2019)
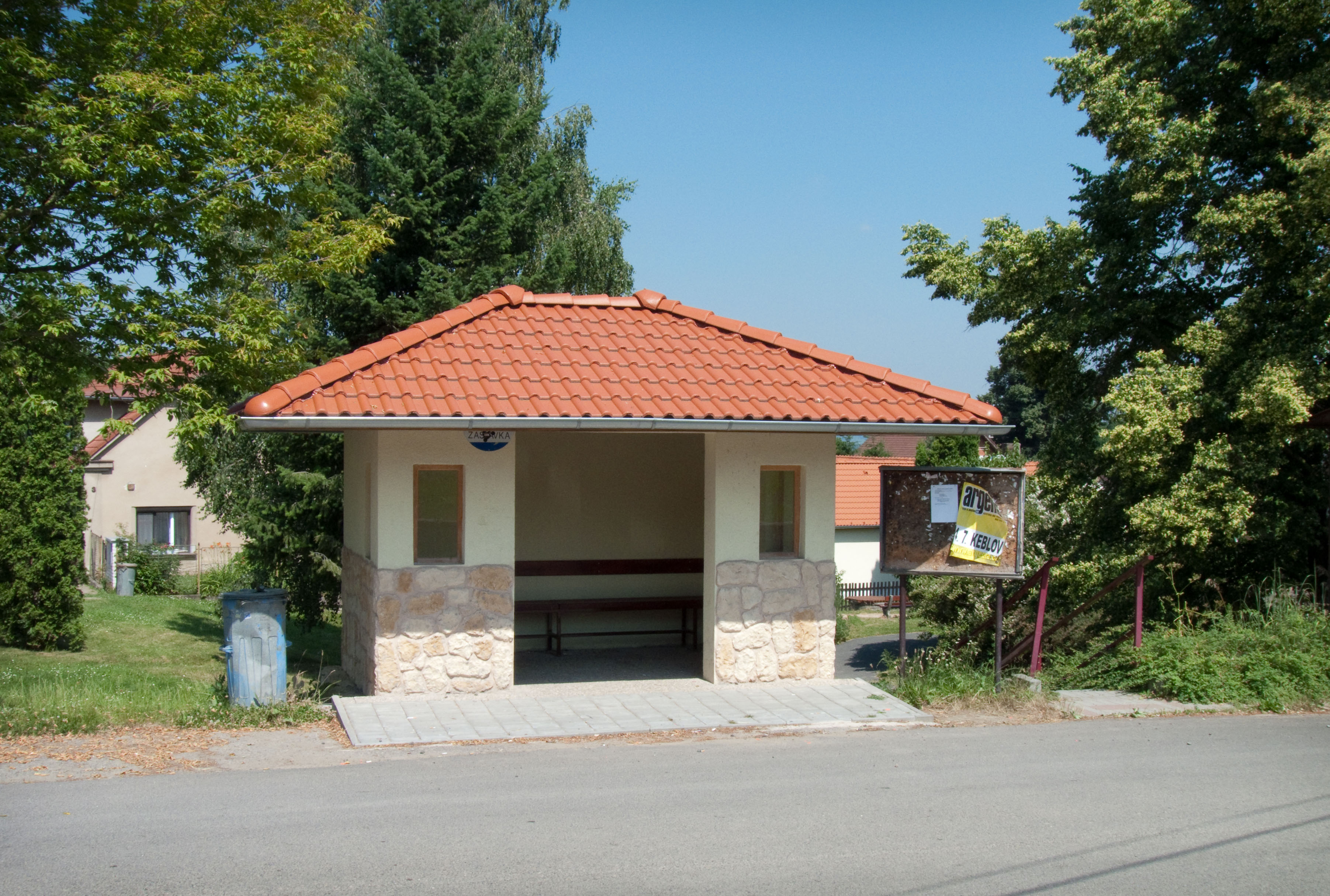
Bushalte in het dorp (2010)
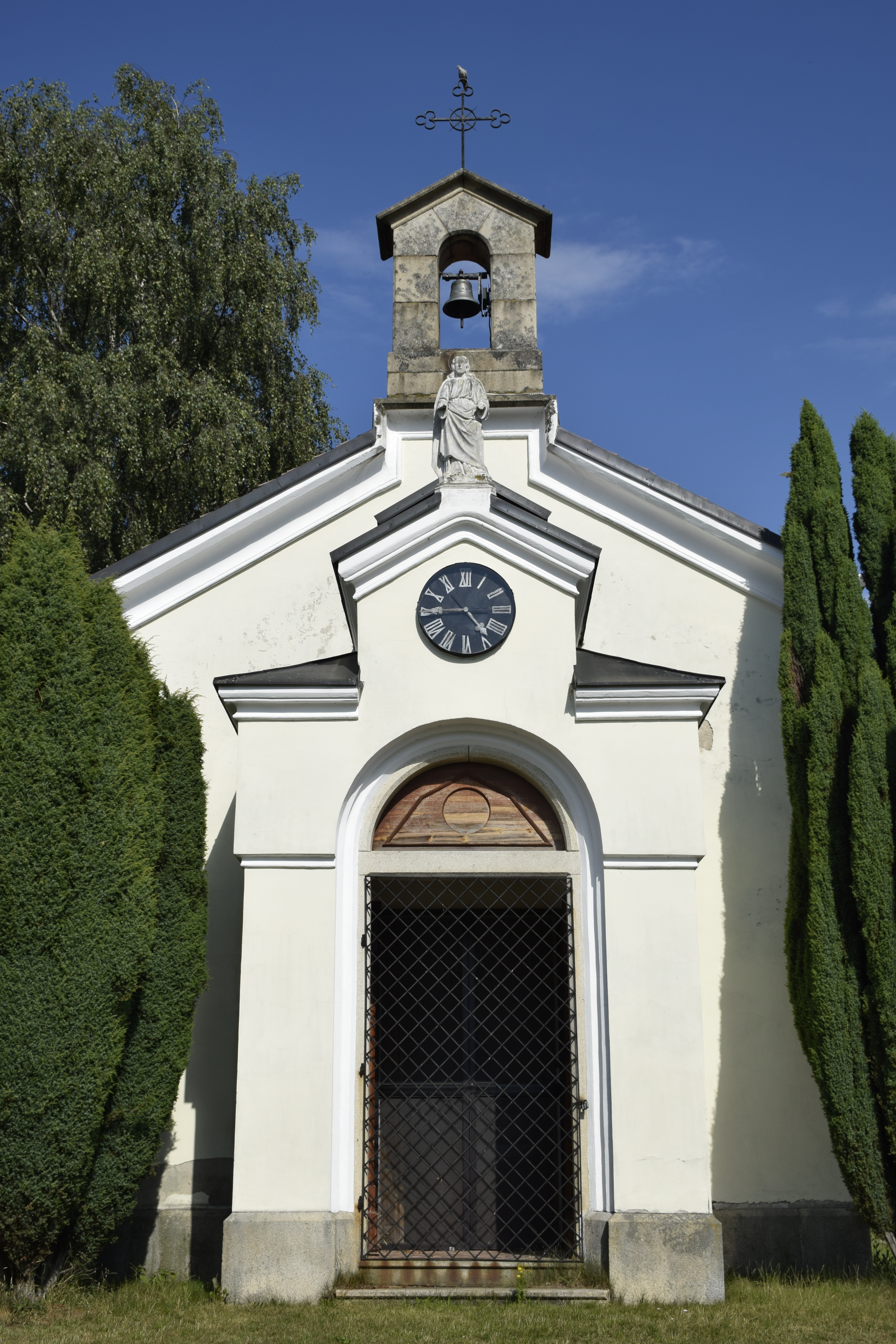
Dorpskapel - vooraanzicht (2019)
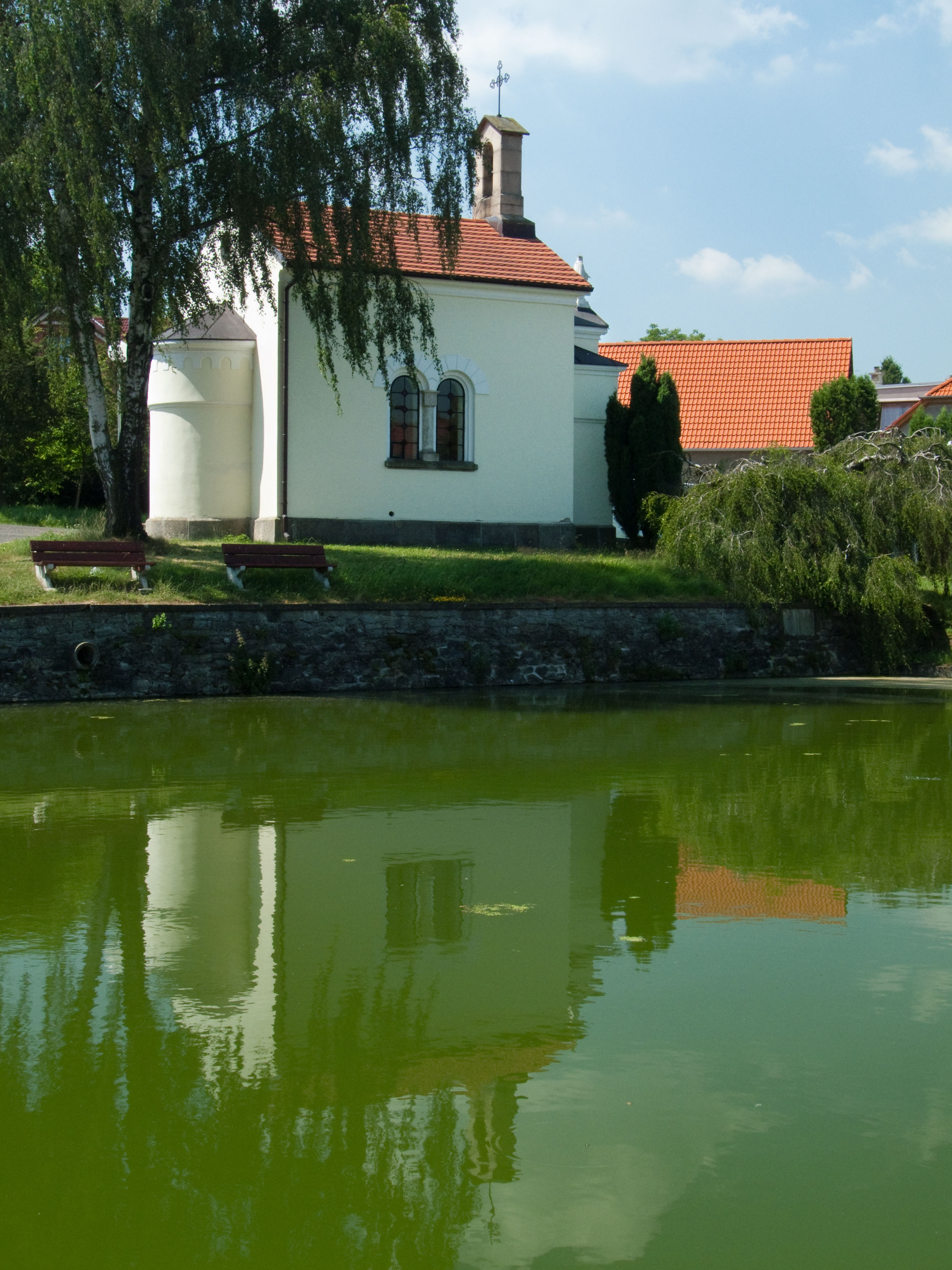
Dorpskapel - vijveraanzicht (2010)
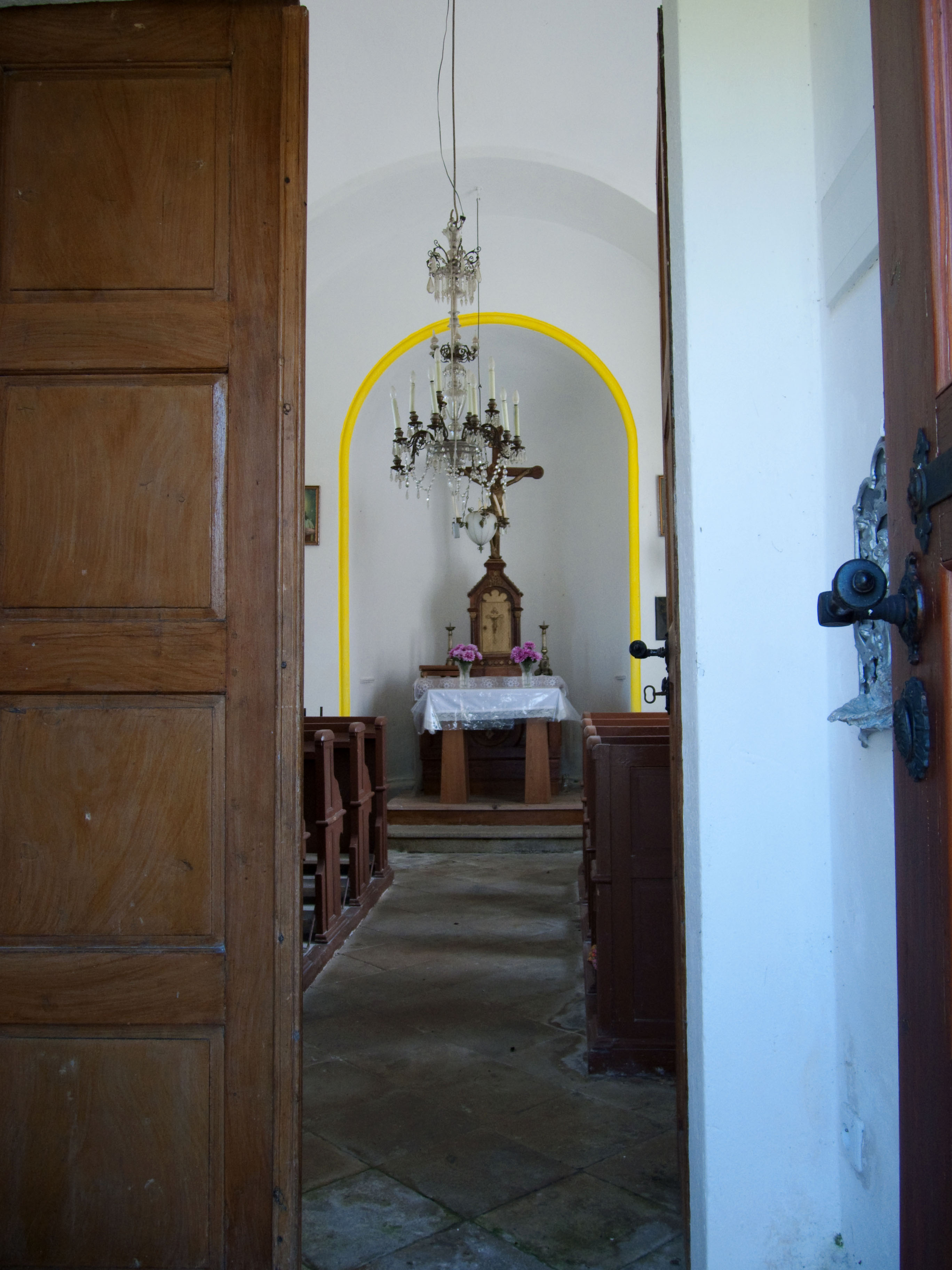
Dorpskapel - binnenaanzicht (2010)